# (3312) Pedersen
(3312) Pedersen es un asteroide perteneciente al cinturón de asteroides, descubierto el 24 de septiembre de 1984 por el equipo del Observatorio Universitario de Copenhague desde el Observatorio Brorfelde, Holbæk, Dinamarca.

## Designación y nombre
Designado provisionalmente como 1984 SN. Fue nombrado Pedersen en homenaje a “Bodil” y “Helge Petersen” que con sus donaciones se pudo construir el observatorio de Copenhague.